# Jusup Batyrmurzajew
Jusup Sułtanmagomatowicz Batyrmurzajew (ros. Юсуп Султанмагоматович Батырмурзаев; ur. 13 kwietnia 1996) – kazachski zapaśnik walczący w stylu wolnym.

## Kariera sportowa
Olimpijczyk z Tokio 2020, gdzie zajął dwunaste miejsce w kategorii 125 kg i z Paryża 2024, gdzie zajął to samo miejsce w tej samej wadze.
Zajął 29. miejsce na mistrzostwach świata w 2023 roku. Piąty na igrzyskach azjatyckich w 2022. Złoty medalista mistrzostw Azji w 2020 i srebrny w 2023. 
Trzeci na MŚ U-23 w 2019 i mistrz Azji U-23 w 2019 roku.